# Інформаційний каскад
Інформаційний каскад (англ. information cascade) трапляється, коли людина спостерігає за діями інших, а потім — незважаючи на можливі суперечності з її власними приватними інформаційними сигналами — діє так само. Каскад утворюється, коли люди «нехтують власною інформацією  на користь припущень, зроблених на підставі дій попередників». Інформаційні каскади надають пояснення, як відбуваються такі ситуації, яка ймовірність передачі через каскад неправильної інформації чи дій, як така поведінка може різко з'явитися та пропасти, і наскільки ефективними є спроби почати каскад в різних умовах. Пояснюючи всі ці речі, початкова модель незалежного каскаду намагалася покращити попередні моделі, які були неспроможні пояснити каскади ірраціональної поведінки, тендітність каскадів або коротке життя певних каскадів.
Є п'ять ключових умов у моделі інформаційного каскаду:
1. Потрібно ухвалити рішення, наприклад, чи прийняти нову технологію, змінити стиль одягу, поїсти в новому ресторані або підтримати ту чи іншу політичну позицію.
2. Є обмежений простір дії (наприклад, прийняти/відхилити рішення).[3]
3. Люди ухвалюють рішення послідовно, і кожна людина може спостерігати за виборами, зробленими тими, хто діяв раніше.
4. Кожна людина має певну приватну інформацію, яка допомагає направляти її рішення.
5. Людина не може безпосередньо спостерігати приватну інформацію інших людей, але може зробити припущення про цю приватну інформацію на основі дій таких людей.

Одне припущення моделі інформаційних каскадів, яке була поставлене під сумнів, — концепція, що агенти завжди ухвалюють раціональні рішення. Як доповнення до концепції інформаційних каскадів існує більше соціальних перспектив каскадів, які припускають, що агенти можуть діяти ірраціонально (наприклад, проти того, що на їх думку є оптимальним), коли соціальний тиск великий. Хоча є конкуруючі моделі, найчастіше проблемою є те, що поняття інформаційного каскаду об'єднується з ідеями, які не відповідають двом основним умовам моделі, такі, як соціальний доказ, поширення інформації, і соціальний вплив. Термін інформаційний каскад навіть використовувався для позначення таких процесів.

## Базова модель

### Якісний приклад
Інформаційні каскади відбуваються, коли зовнішня інформація, отримана від попередніх учасників події, долає внутрішній приватний сигнали людини, незалежно від правильності першого над другим. Корисним прикладом такого процесу є експеримент, коли є дві урни з написами A та B, де урна A має дві кульки з написом «a» і одну з написом «b», а урна B навпаки — одну «a» та дві «b». Те, з якої урни витягнути наступну кульку визначається випадково та має однакову ймовірність. Вміст обраної урни висипається в нейтральний контейнер, а учасників у випадковому порядку просять витягнути кульку з контейнера. Весь цей процес є «прогоном» і в експерименті виконується декілька прогонів.
Кожен раз, як учасник виймає кульку, він має вирішити, до якої урни вона належить, а його рішення оголошується учасникам, які ще залишились у кімнаті. Тому (n+1)-1 учасник має інформацію про рішення всіх n учасників перед ним, а також власний приватний сигнал щодо того, яку кульку він витягнув. Дослідники спостерігали інформаційні каскади у 41 з 56 прогонів. Це означає, що у прогоні з каскадом принаймні один учасник надав перевагу рішенням попередників перед власним приватним сигналом. Така подія може дати неправильний результат. Цей феномен відомий як «обернений каскад».

### Кількісний опис
Персональний сигнал людини, який каже їй прийняти, позначається «H» (високий сигнал), а сигнал відмови позначається «L» (низький сигнал). Модель припускає, що коли правильним рішенням є прийняти, індивідууми з більшою ймовірністю бачитимуть сигнал «H», і навпаки, коли правильне рішення — відмовитись, вони бачитимуть сигнал «L». Це є умовною ймовірністю — ймовірністю «H», коли правильна дія — прийняти, чи P[H|A], та ймовірністю  P[L|R], що агент отримає сигнал «L», коли правильна дія — відмовити. Якщо ці ймовірності виразити q, то q > 0.5. Детальніше у таблиці нижче.
| Сигнал агента | Справжній стан ймовірності | Справжній стан ймовірності |
| Сигнал агента | Відмовити                  | Прийняти                   |
| ------------- | -------------------------- | -------------------------- |
| L             | q                          | 1-q                        |
| H             | 1-q                        | q                          |

Перший агент визначає прийняти чи відмовити виключно на підставі власного сигналу. Оскільки модель припускає, що всі агенти діють раціонально, дія (прийняти чи відмовити), яка на думку агента є більш ймовірною, є тією, яку він вирішить вчинити, що пояснюється з використанням правила Баєса:
{\displaystyle {\begin{aligned}P\left(A|H\right)&={\frac {P\left(A\right)P\left(H|A\right)}{P\left(H\right)}}\\&={\frac {P\left(A\right)P\left(H|A\right)}{P\left(A\right)P\left(H|A\right)+P\left(R\right)P\left(H|R\right)}}\\&={\frac {pq}{pq+\left(1-p\right)\left(1-q\right)}}\\&>p\end{aligned}}}
Якщо агент отримує сигнал «H», тоді ймовірність прийняття визначається обрахунком P[A|H]. Відповідно до рівняння, оскільки q > 0.5, перший агент, діючи лише на підставі власного приватного сигналу, завжди збільшить своє очікування p сигналом «H». Схоже можна продемонструвати, що такий агент завжди знизить своє очікування p, якщо він отримає низький сигнал. Цінність прийняття дорівнює цінності відмови, тому, якщо агент має очікування p >0.5, він прийме, а в іншому випадку — відмовить. Оскільки перший агент на початку мав припущення, що і прийнятті, і відмови однакові за цінністю (p = 0.5), отримання сигналу «H» дозволяє йому дійти висновку, що прийняття є раціональним вибором.
Другий агент тоді розглядає рішення першого агента і власний сигнал, знову в раціональному режимі. Загалом, n-й агент розглядає рішення, прийняті попередніми n-1, і агентами, і свій сигнал. Він приймає рішення на основі Байєсівських міркувань, щоб визначити найбільш раціональний вибір.
{\displaystyle P(A|{\text{PPS}})={\frac {pq^{a}(1-q)^{b}}{pq^{a}(1-q)^{b}+(1-p)(1-q)^{a}q^{b}}}}
де «PPS» — попередній приватний сигнал, «a» — кількість згод попередньої кількості агентів плюс власний сигнал агента, а «b» — кількість незгод, і a + b = n. Рішення засновується на тому, які значення у правій частині рівняння відповідає p.

### Жорсткі припущення моделі
Оригінальна модель робить декілька припущень про людську поведінку та світ, в якому люди діють; деякі з цих припущень були послаблені у пізніших версіях  або в альтернативних визначеннях схожих проблем, наприклад в дифузії інновацій.
1. Обмежено раціональні агенти: оригінальна модель незалежного каскаду припускає, що люди є обмежено раціональними[8] — тобто вони завжди приймають раціональні рішення на основі інформації, які можуть спостерігати, але така інформація може бути неповною або неправильною. Іншими словами, агенти не мають повного знання про світ довкола них (що дозволило б їм приймати правильні рішення у всіх ситуаціях). Тому існує точка, коли людина, навіть маючи правильне знання про каскад ідеї або дії, може бути переконана в результаті соціального тиску прийняти інший, неправильний погляд на світ.
2. Неповне знання про інших: оригінальна модель інформаційного каскаду припускає, що агенти мають неповні знання про агентів, які передують їх у визначеному порядку. На противагу визначенням, в яких агенти мають певні знання «приватної інформації», яка утримується попередніми агентами, поточний агент приймає рішення лише на основі дії попередників, яку він може спостерігати (імітувати чи ні). Важливо зазначити, що саме це початкові автори вважають причиною, чому навіть маленький шок може провокувати інформаційний каскад.
3. Відома поведінка всіх попередніх агентів.

### Умови в наслідку
1. Каскади будуть відбуватися постійно — як зазначено вище, в простому режимі ймовірність каскаду збільшується до 1 по мірі того, як кількість людей, що приймають рішення, збільшується у бік нескінченності.
2. Каскади можуть бути невірними — оскільки агенти приймають рішення як з обмеженою раціональністю, так і з ймовірнісними знаннями початкової правди (наприклад, чи є прийняття або відхилення правильним рішенням), неправильна поведінка може пройти каскадом через систему.
3. Каскади можуть будуватися на невеликій кількості інформації — математично, каскад нескінченної довжини може відбутися на основі рішення двох осіб. Більш загально, невелика кількість людей, які наполегливо просувають ідею як раціональну, може швидко впливати набагато більшу підгрупу населення.
4. Каскади тендітні — оскільки агенти не отримують ніякої додаткової інформації після того, як різниця між А та Б перевищує 2, і такі різниці можуть виникати при малих числах агентів, агенти, враховуючи думки від тих агентів, які приймають рішення на основі фактичної інформації, можуть бути досить легко переконані змінити вибір[2]. Це припускає, що каскади чутливі до оприлюднення публічної інформації[2], а також що зміна базового значення р з часом може раптово змінити напрямок каскаду.

## Реакція
Існують публікації, які досліджують як індивідууми або фірми можуть відреагувати на існування інформаційних каскадів, коли в них є продукція на продаж, але покупці непевні якості цієї продукції. Так Кертис Тейлор (1999) показує, що починати продавати нерухомість слід з високої ціни, оскільки невдала спроба продати за низькою ціною сприймається як індикатори низької якості та може розпочати каскад відмов у покупці, а от невдала спроба продати за високою ціною швидше сприйметься як завищена ціна, при зниженні якої ймовірність продати підвищиться. Деніел Сргой (2002) показує, що фірмам було б корисно використовувати «піддослідних кроликів», яким надавати можливість придбати товар першими з метою запустити інформаційний каскад шляхом їх ранніх та публічних рішень про покупку, а праця Девіда Гілла таа Деніела Сргоя (2008) показує, що схожий ефект можуть мати ранні публічні тестування (зокрема, проходження «складного тесту», упередженого проти продавця, може самостійно розпочати каскад). Бозе з колегами  досліджували, як ціни монополіста можуть змінюватись за присутності потенційної каскадної поведінки, якщо монополіст та споживач непевні якості продукту.

## Приклади та галузі застосування
Інформаційні каскади виникають в ситуаціях, коли спостереження, що багато людей роблять однаковий вибір, надає доказ, який переважує власну думку. Тобто людина думає: «більш ймовірно, що це я помиляюся, ніж усі ці люди не праві. Тому, я буду робити як вони роблять.»
У так званому репутаційному каскаді, пізні учасники деколи слідують рішенням попередніх учасників не тільки тому, що пізно учасники думають, що попередні учасники мають рацію, але і тому, що вони вважають, що їх репутація буде пошкоджена, якщо вони не погодяться з початковими учасниками.

### Ринкові каскади
Інформаційні каскади стали одним з предметів поведінкової економіки, оскільки вони часто спостерігаються на фінансових ринках, де вони можуть сприяти спекуляції та створювати кумулятивні та надмірні цінові рухи, або для всього ринку (ринкові бульбашки…) або для певного активу, наприклад, коли акція стає надмірно популярною у інвесторів.
Маркетологи також використовують ідею каскаду у намаганні розпочати купівельний каскад для нового продукту. Якщо їх вдасться залучити початкову кількість людей до прийняття нового продукту, ті, хто робитиме рішення про покупку пізніше, можуть також зробити його на користь нового продукту, навіть якщо він не кращий або гірший за конкурентів. Це є найбільш ефективним, коли ці пізніші покупці можуть спостерігати за придбанням першими покупцями продукту, і мало залежить від того, наскільки ці перші покупці насправді були задоволені новим продуктом. Це узгоджується з ідеєю, що каскади виникають природним чином, коли люди бачать дії інших, але не те, що ці інші знають.
Економісти як правило вважають інформаційні каскади:
- продуктами раціональних очікувань при їх початку,
- ірраціональною поведінкою натовпу, якщо вони тривають дуже довго, що сигналізує вплив на тривалість каскаду колективних емоцій.

### Аналіз соціальних мереж
Доті з колегами стверджують, що у соціальних мережах інформація поширюється каскадами. На їх думку, аналіз вірусності інформаційних каскадів у соціальних мережах може мати корисні застосування, наприклад визначення найбільш впливових учасників мережі. Таку інформацію можна використовувати для  максимізації ефективності ринку або впливу на громадську думку. На вірусність інформаційних каскадів у соцмережах впливають різні структурі на часові риси таких мереж.
На противагу працям про інформаційні каскади у соціальних мережах, модель соціального впливу на поширення переконань стверджує, що люди мають певні уявлення про приватні переконання учасників їх мережі. Тому модель соціального впливу послабшує припущення теорії інформаційних каскадів про те, що люди діють лише на підставі спостережуваних дій інших. Крім того, модель фокусується на заглибленні людей у соціальні мережі (на противагу розташування їх у черзі у стандартній моделі) та послабшує припущення моделі інформаційного каскаду, що люди або завершать дію, або ні, шляхом постійного масштабу «сили» переконання агента, що дія має бути завершена.

### Історичні приклади
- Маленькі протести почалися Лейпцигу, Німеччина, 1989 року, коли лише маленька купка активістів протестувала проти НДР.[17] Майже рік вони зустрічались кожен понеділок, а їх кількість зростала на декілька осіб[17]. На час, коли уряд вирішив звернути на них увагу у вересні того ж року, зібрання вже було дуже велике для придушення; у жовтні їх кількість зросла до 100 тисяч, а у перший понеділок листопада вулицями Лейпцига пройшло понад 400 тисяч людей. Через два дні впав Берлінський мур[17].

- Запровадження у використання нового гібриду кукурудзи, який був стійкий до посухи, було дуже повільним у часи Великої депресії та Пилового казана у США, незважаючи на те, що він був значно кращий від поширеного на той час. Дослідники Університету штату Айова зацікавились, чому громадськість не хоче прийняти цю нову поліпшену технологію. Після 259 опитувань фермерів[18] було виявлено, що низький рівень прийнятті бува пов'язаний з тим, що для фермерів слово друзів та сусідів важило значно більше, ніж слово торговця[19].

### Емпіричні дослідження
На додаток до прикладів вище, існування інформаційних каскадів було продемонстровано у декількох емпіричних дослідженнях. Ймовірно найкращим прикладом з них є такий: учасники стояли у черзі до урни, яка містила кульки різного кольору (червоні та сині). Вони по черзі витягали кульку з урни, дивилися на неї та повертали її до урни. Після цього кожен учасник повідомляв іншим свою думку, якого кульок якого кольору в урні більшість. При цьому учасники отримували грошову винагороду за правильну відповідь для забезпечення умови раціональності.
Інші приклади:
- Де Вейні та Воллс[20] створили статистичну модель інформаційних каскадів у ситуаціях, де необхідна дія, та застосували її до дій, які застосовують люди, щоб піти на новий фільм до кінотеатру. Вони виявили схожі розподіли Парето для доходів від різних фільмів.
- Волден та Браун адаптували оригінальну модель інформаційних каскадів у модель, більш застосовувану до досліджень в реальному світі, яка дозволяє аналіз на основі спостережуваних змінних. Вони протестували свою модель на даних про впровадження нових технологій підприємствами, та отримали свідчення, що інформаційні каскади впливають на таке впровадження[21].

## Правові аспекти
Негативні аспекти інформаційних каскадів можуть спричиняти правові проблеми і деколи приймаються законодавчі акти для їх нейтралізації. Наприклад, професор права Ворд Фарнсфорт проаналізував правові аспекти інформаційних каскадів та навів деякі приклади у книзі «The Legal Analyst»:
- у багатьох військових судах встановлено правило, що при голосуванні рішення оголошуються учасниками у порядку, зворотньому до рангу. На його думку, це зроблено, щоб офіцери нижчого рангу не мали спокуси вдатися до каскаду, почувщи думку вищих за рангом, яких вони можуть вважати більш точними у судженнях;
- у багатьох країнах, напр. Ізраїлі, Франції[22], існують закони, які забороняють опитування громадської думки (і оприлюднення результатів) за декілька днів чи тижнів до виборів, щоб усунути можливий вплив інформаційного каскаду на результати виборів[23].